# فتى بيرصا
فتى بيرصا أو أريش أو شاب بيرصة هو إعادة تشكيل لهيكل عظمي تم العثور عليه إثر حفرية أثرية تمّت في عام 1994 على هضبة بيرصا في قرطاج في تونس. وقد أفادت اللّقى الأثرية المُكتشفة بتحديد شبه مطلق للزمن الذي تواجد فيه هذا الشاب والذّي قُدّر بالقرن السّادس قبل ميلاد المسيح. شكَّلت البقايا تسلسل شريط وراثي خاص بها، والتي تم الكشف عن نتائجها في مايو 2016.
بلغت كلفة إعادة تشكيل الفتى انطلاقا من هيكله العظمي حوالي 31 ألف يورو.

## هيكل عظمي

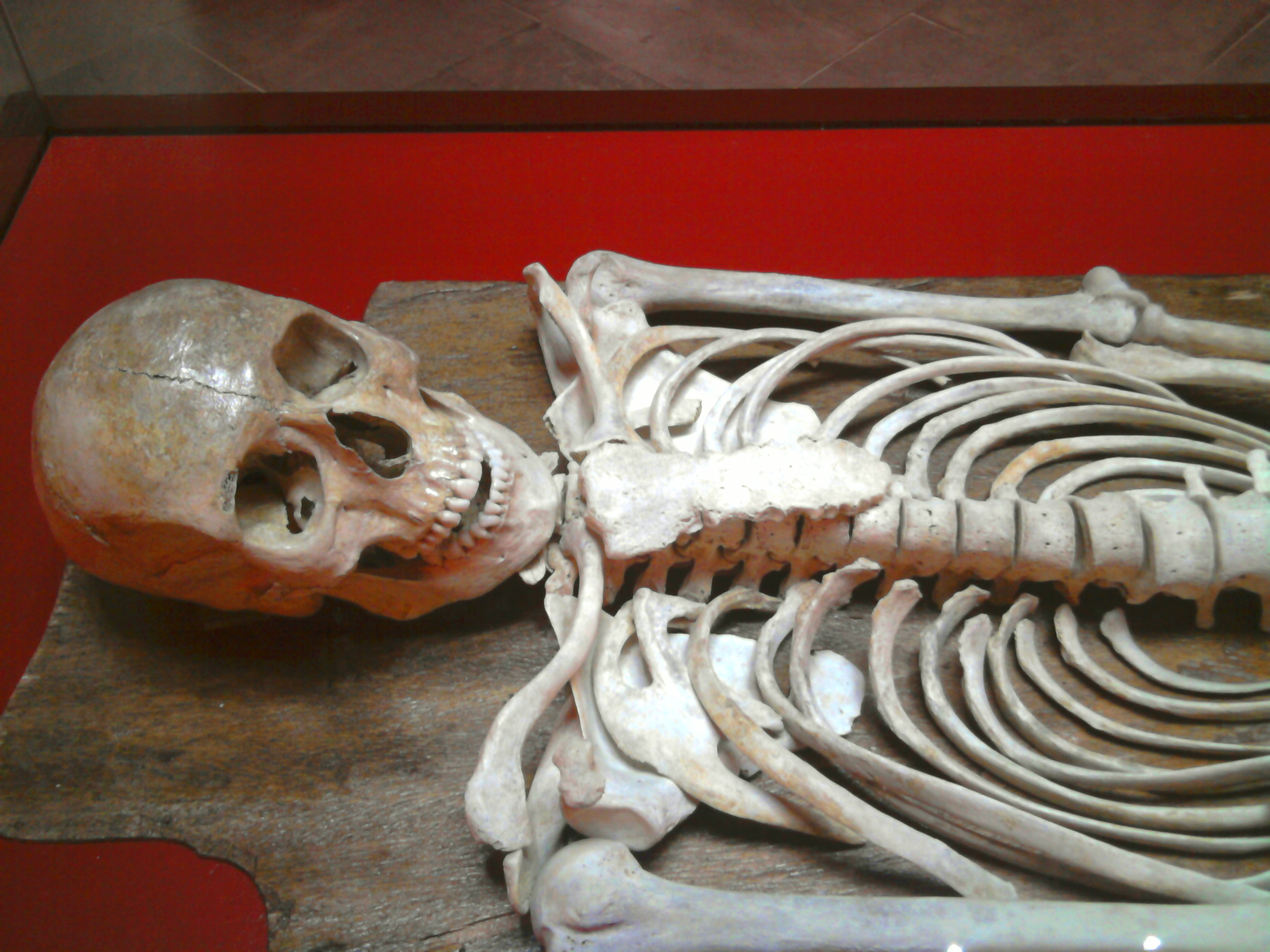
هيكل عظمي.

على إثر أشغال زرع شجرة أراد حافظ متحف قرطاج الوطني القيام بها بمدخل الموقع الأثري بقرطاج، تم اكتشاف الهيكل العظمي بالصدفة في عام 1994 من قبل عالم الآثار الفرنسي جان بول موريل. مكنت الحفريات من العثور على الهيكل العظمي في قاع قبر بعمق 4,7 متر، وتتكون الحجرة الجنائزية من قبرين، الأول كان فارغاً والثاني لهيكل عظمي كان في صحة جيدة، كما كانت مغطاة بألواح مغلقة تم احتواء حفرة واحدة منها فقط.
ربما بفضل مواد بناء المقبرة، تم العثور على الهيكل العظمي في حالة جيدة جدًا من الحفظ، ممددًا على ظهره، والذراعان ممددتان على طول الجسم لترتاح اليدان على الحوض، والرأس مُلتفت إلى الجانب الأيمن، موضوع في تابوت من الحجر الكلسي، وإلى جانبه مجموعة من اللُّقى الأثرية تشكل "الأثاث الجنائزي" الذي يتألف من 38 قطعة تتوزع ما بين عشرة كابوشون من العاج ربما كانت بمثابة زخرفة لصندوق خشبي، وجرتين فخاريتين (أمفورة)، وقنديل زيت، وصحن فخاري يحتوي على عظام إوزة قُدمت قربانا عن المدفون، و21 تميمة يُعتقد أنها كانت تؤلف مسبحة، وحجراً ثميناً شفاف يحمل صورة رياضي جاث يتأهب للانطلاق ويرفع زهرة اللوتوس، وقطعة من الكتان تعود إلى ثوب أو كفن، وبين رجليه علبة حُلِيّ صغيرة من العاج مع غطائها. ويدل جمال القبر ونوعية اللُّقَى الأثرية الموجودة على أن هذا الشاب ينتمي إلى عائلة مرموقة وميسورة، وتؤكد دراستها أنها تعود إلى 500 عام قبل الميلاد.

## إعادةتشكيل

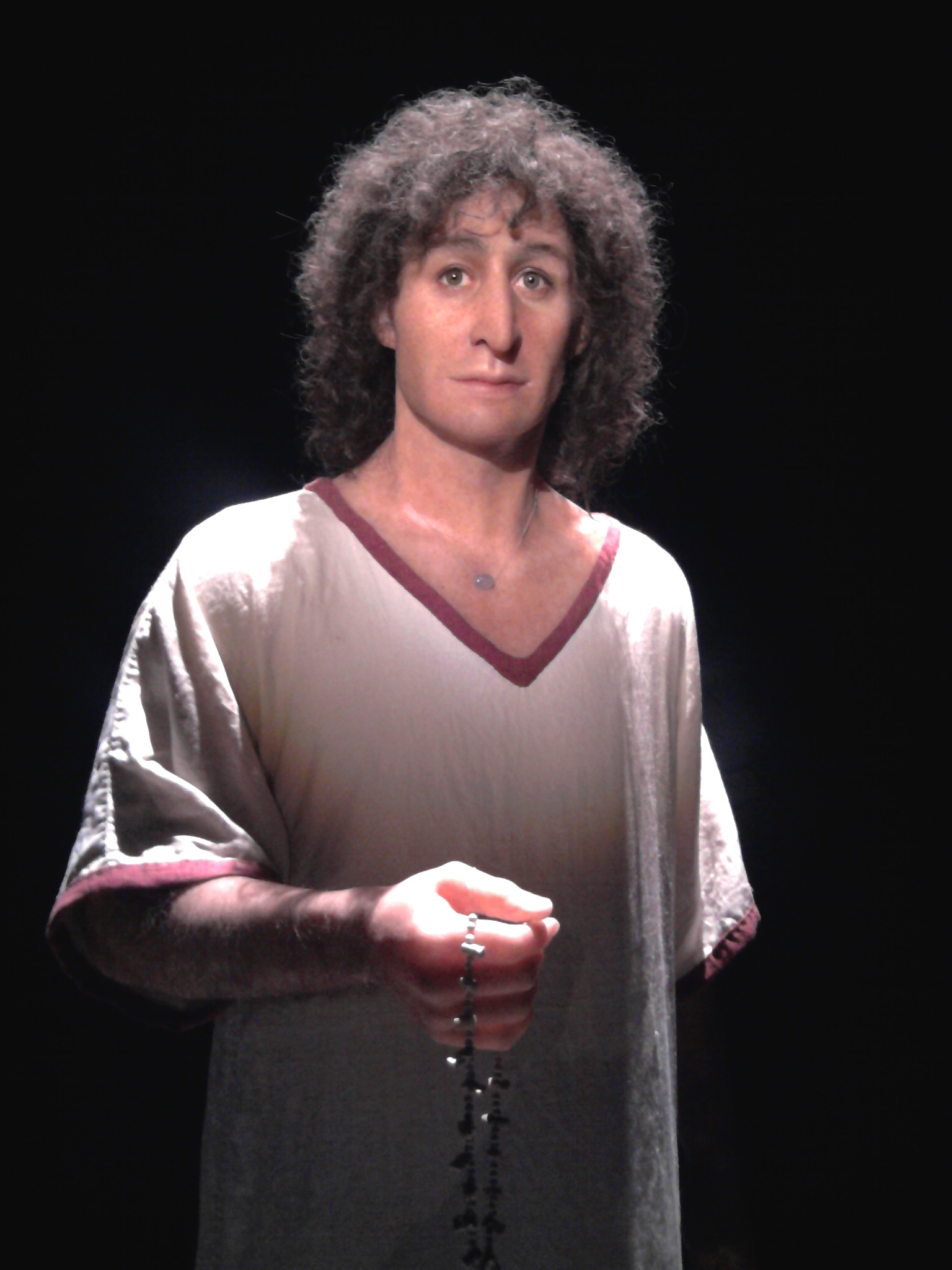
إعادة تشكيل الفتى.

بحسب الدراسة الأنثروبولوجية التي أجرتها الباحثة سهام روديسلي-الشابي؛ «الهيكل يعود لذكر شاب، ينتمي للعصر البوني الأول، أي تقريباً منذ 2600 سنة، ويتراوح عمره وقت وفاته بين 19 و24 سنة، ويتميز بقوة البنية وطول قامته 1,7 متر، ويتسم بجمجمة تميل إلى الطول، وجبهة عريضة، ووجه صغير نسبيا، وفتحة أنف دقيقة، ومحجري عينين مرتفعين، أما منطقة الذقن فهي أقرب إلى المربع.». وقد رجّحت أن يكون قرطاجيًا، من عرق أوروبي قوقازي ومن أصول إسبانيّة.
بمبادرة ومن خلال تعاون العديد من الشركاء التونسيين والفرنسيين ( المجلس الاقتصادي والاجتماعي للأمم المتحدة بتونس، المعهد الوطني للتراث، وكالة إحياء التراث والتنمية الثقافية والمعهد الفرنسي للتعاون)، في عملية فنية – علمية متكاملة، قامت الاختصاصية الفرنسية في فن "رأب الجلد" (Dermoplastie) إليزابيت داينيس، بإعادة تشكيل الهيكل العظمي شبه التام، وهي من أعادت بها بناء توت عنخ آمون وغيره من الكائنات البشرية على غرار إنسان النياندرتال ولوسي وسيدة فلور قصير القامة.
يُذكر أن السيدة ليلى العجيمي السبعي مديرة البحوث ورئيسة المجلس العالمي للمتاحف فرع تونس هي التي أشرفت على عملية إعادة التشكيل من الجانب التونسي.
تم تقديم فتى بيرصا كجزء من معرض مؤقت في متحف قرطاج الوطني، بين أكتوبر 2010 ويوليو 2011، في جناح تم تجهيزه من أجله. ويضم الجناح: غرفة الهيكل العظمي والمواد الجنائزية، وغرفة يُعرض فيها الشاب، مرتديًا ثوبًا أبيض تزين أطرافه حاشية باللون الأرجواني، يرتدي نعل هومويايي (أسبرطي) يوناني، ويمسك قلادة ومسبحة. وفي غرفة عرض فيديو ثالثة مجهزة بوسائل عرض يمكن للزوار مشاهدة أشرطة حول تفاصيل حكاية فتى بيرصا من بداية الاكتشاف في بئر سحيقة إلى مخابر الترميم والتشكيل إلى عودته إلى تونس في صندوق خشبي تحت الحراسة المشددة.
بمبادرة من وزير الثقافة عبد الرؤوف الباسطي، تم تغيير الاسم من فتى بيرصا إلى أريش (الرجل المرغوب).